# كوتاموباغو
كوتاموباغو (بالإنجليزية: Kotamobagu)‏ هي معلم جغرافي تقع في إندونيسيا في سولاوسي الشمالية. يقدر عدد سكانها بـ 107,459 نسمة .